# Espai Internet
Espai Internet va ser una secció fixa sobre Internet emesa cada diumenge per TV3 al final del Telenotícies Migdia Cap de Setmana entre l'abril del 2007 i el juny del 2018. Des d'aleshores, i fins al 30 de juny de 2019, van donar un enllaç cada setmana a la seva pàgina de Facebook, que també es va publicar al seu blog. Va ser elaborat pels periodistes Jordi Aguilera (Sabadell, 1966) i Antonio Novella (Saragossa, 1961), amb muntatge (al llarg dels anys) de Rubén García Perdomo, Jordi Canadès, Alex Fazzio i Natalia Gummà.
El 2010, Espai Internet va rebre el Premi Blogs Catalunya al millor blog de tecnologia; el 2011, el cinquè Premio Periodismo Tecnalia en la categoria d'Internet; i el 2012, el Premi d'Excel·lència en l'Àrea de Divulgració de les TIC, en l'apartat de televisió, del Col·legi d'Enginyers Tècnics i Perits de Telecomunicació de Catalunya (COETTC).